# Пригожин, Ефим Ильич
Ефи́м Ильи́ч Приго́жин (12 ноября 1914, Орёл — 19 ноября 1999, Жёлтые Воды, Днепропетровская область) — украинский советский учёный-инженер, общественный деятель. Лауреат Ленинской премии (1959), ветеран Великой Отечественной войны, почётный гражданин города Жёлтые Воды.

## Биография
Родился 12 ноября 1914 года в Орле, в ремесленной еврейской семье, в которой росло двое детей. 
В 15-летнем возрасте Ефим Пригожин становится учеником в мастерской точной механики. Овладев навыками слесарной работы, юноша приходит на орловский «Завод имени Медведева» — ныне «Завод имени Медведева — Машиностроение».
В 1933 году в Сызрани он заканчивает рабфак, а год спустя отправляется в советскую столицу, где поступает в Московский горный институт (сегодня — Горный институт НИТУ «МИСиС»). В студенческие годы был комсоргом факультета.
В 1936—1937 годах проходил срочную службу в РККА.
Получив высшее образование в 1940 году, Ефим Пригожин отправляется в Воркуту, к тому моменту ставшую шахтёрским поселком. Член ВКП(б) с декабря 1940 года.
В предвоенные годы велась активная разведка и разработка угольных месторождений Печорского бассейна. Должность главного инженера одной из шахт занял Ефим Ильич.

#### Великая Отечественная война
Работу по профессии прервало нападение Нацистской Германии на Советский Союз. В августе 1941 года Ефим Пригожин был призван в РККА. В сентябре того же года назначен командиром батареи и начальником разведки 853-го артиллерийского полка 263-й стрелковой дивизии. В декабре 1941 года транспортными судами Северного морского бассейна дивизия была переброшена из Архангельска в Кемь. До начала 1943 года 263 сд вела оборону в Карелии, в апреле — мае 1942 года в составе 26-й армии Карельского фронта участвовала в Кестеньгской операции, в январе 1943 года выведена в резерв.
В мае 1943 года капитан Пригожин назначен старшим помощником начальника разведотделения штаба артиллерии 6-й армии Юго-Западного фронта 2-го формирования, а затем переведён на должность командира 631-го отдельного разведывательного артиллерийского дивизиона той же армии в составе которой принимал участие в форсировании реки Днепр южнее Днепропетровска.
Зимой и весной 1944 года армия участвовала в Никопольско-Криворожской, Березнеговато-Снигиревской и Одесской наступательной операциях.
В марте 1944 года майор Пригожин назначен старшим помощником начальника разведотделения штаба артиллерии 3-го Украинского фронта, в составе которого участвовал в освобождении Венгрии, Югославии, Румынии, Австрии, Болгарии.
За боевые отличия на фронтах войны был награждён пятью орденами, а также медалями.
С июня 1945 года занимает должность старшего помощника начальника разведывательного отдела штаба артиллерийской группы Южной группы войск.
В сентябре 1946 года подполковник Пригожин был уволен в запас.

#### Научная и организационная деятельность
В послевоенные годы Украинская ССР стала ключевым центром по добыче урановых руд. Сырье для производства «мирного» и «стратегического назначения» атома начали добывать на Желтореченском и Первомайском месторождениях. В 1951 году постановлением Совмина СССР в Днепропетровской области был создан «закрытый» промышленный объект под названием «Комбинат № 9» (п/я 27), который в 1966 году приобрёл современной название — Восточный горно-обогатительный комбинат.
В 1953 году в «почтовый ящик», как в обиходе называли закрытые предприятия, в посёлок Жёлтая Река приехал работать Ефим Пригожин. Новаторские идеи Ефима Ильича в горнорудном деле к тому моменту были высоко оценены Коммунистической Партией и правительством Советского Союза. Например, в 1951 году ему вручили орден Ленина и орден «Трудового Красного Знамени». Однако получение одной премии, считавшейся одной из высших форм поощрения со стороны советского государства, было ещё впереди.
В середине 1950-х годов в Жёлтой Реке, в 1957 году переименованной с присвоением статуса города в Жёлтые Воды, Ефим Пригожин занимался, в том числе, вопросами разработки Первомайского уранового месторождения. Предложенное специалистом комплексное решение этой проблемы в 1959 году было отмечено Ленинской премией, как бы сказали сейчас, в номинации за выдающийся научный труд, изобретения, технологии, внедрённые в социалистическое хозяйство.
В 1960 году на Восточном ГОКе открылась Центральная научно-исследовательская лаборатория автоматики. Возглавил это подразделение Ефим Пригожин. Для работы в ЦНИЛА Ефим Ильич лично подбирал специалистов, инженерно-технических работников он приглашал из НИИ, заводов Днепропетровска, Кривого Рога, привлекал к исследовательской деятельности молодёжь. Так с 1964 по 1970 год штат вырос почти в 30 раз и насчитывал 1200 сотрудников.
В ЦНИЛА под руководством Ефима Пригожина разрабатывали системы автоматизации и механизации, внедрявшиеся затем на горных выработках, гидрометаллургических заводах, обогатительных фабриках. Специалисты создавали аппаратуру, включая охранную сигнализацию, для промышленных объектов, для АЭС. Центральная лаборатория располагала монтажным участком, на котором велась доэксплуатационная наладка машин и механизмов, автоматических средств. В системе Первого главка Министерства среднего машиностроения аналогичных площадок в то время не было.
В лаборатории проводилась опытно-конструкторская и научно-исследовательская работа. В её стенах были разработаны, например, механические системы для обмена вагонеток, которые использовались на урановых шахтах Смолинская, Ингульская, Новая-Глубокая. Потребности в проведении подземного бурения скважин обеспечивали станки «Норит», ВП-80, созданные также в ЦНИЛА. Некоторых образцы техники от собственных конструктов в 1968 году выставлялись в Москве на ВДНХ.

#### Общественная деятельность
Ефим Пригожин руководил ЦНИЛА с момента её основания и до 1973 года. В 1976 году специалист горного дела вышел на пенсию. На пенсии Ефим Ильич занялся общественной деятельностью. Для детей, интересующихся поэзией и литературой, основатель ЦНИЛА открыл студию «Изюминка».
В 1995 году был издан сборник детских стихов «Изюминка», составленный Ефимом Пригожиным. В том же году он был одним из авторов исторического очерка «Жёлтым водам — 100».
В 1970-х годах в Жёлтых Водах озаботились вопросом образования городского исторического музея. Как один из видных горожан, Ефим Пригожин поддержал идею создания культурно-просветительского учреждения. Открытие достопримечательности состоялось 8 мая 1985 года, в канун празднования 40-й годовщины победы в Великой Отечественной войне. Среди экспонатов есть коллекция часов, собранная Ефимом Ильичом.

## Награды и премии
- орден Ленина (1951);
- орден Красного Знамени (22.02.1945)[3];
- орден Отечественной войны I степени (03.01.1944)[4];
- два ордена Отечественной войны II степени  (18.09.1944[5],  06.04.1985[6]);
- орден Трудового Красного Знамени (1951);
- два ордена Красной Звезды (07.09.1943[7],  05.10.1945[8]).
  - медали в том числе:
  - «За взятие Будапешта» (30.10.1945)[9];
  - «За взятие Вены» (1945)[10];
  - «За освобождение Белграда»  (30.10.1945)[11];
  - «Ветеран труда» (1974).
- Ленинская премия (1959 - за комплексное решение проблемы разработки Первомайского месторождения).

## Память
В знак заслуг Ефима Пригожина, ушедшего из жизни в ноябре 1999 года, Городской совет в декабре 1999 года присвоил Музею имя выдающегося научного деятеля и поместил мемориальную доску.
Ефиму Пригожину было присвоено звание Почётного жителя города Жёлтые Воды.

## Семья
Брат — Евгений Ильич Пригожин (1911—1992), участник Великой Отечественной войны, кавалер орденов Красного знамени, Красной Звезды и Отечественной войны I степени. Внучатый племянник — Евгений Викторович Пригожин.